# Пылдырак
Пылдырак (кирг. Пылдырак) — село в Кадамжайском районе Баткенской области Кыргызстана. Входит в состав айылного аймака Майдан.

## География
Село расположено в восточной части области, на берегу канала имени XVII Партсъезда, вблизи государственной границы с Узбекистаном, на расстоянии приблизительно 23 километров (по прямой) к северо-востоку от города Кадамжай, административного центра района. Абсолютная высота — 860 метров над уровнем моря.

## Население
Согласно оценочным данным Национального статистического комитета Кыргызской Республики, численность населения села на начало 2024 года составляла 248 человек.
| год     | 2009 | 2014 | 2015 | 2020 | 2021 | 2023 | 2024 |
| ------- | ---- | ---- | ---- | ---- | ---- | ---- | ---- |
| человек | 173  | 178  | 169  | 224  | 224  | 241  | 248  |